# Dadizeele New British Cemetery
Dadizeele New British Cemetery is een Britse militaire begraafplaats met gesneuvelden uit de Eerste Wereldoorlog, gelegen in het Belgische dorp Dadizele, een deelgemeente van Moorslede. De begraafplaats ligt aan de westelijke rand van het dorpscentrum, net ten westen van de gemeentelijke begraafplaats, waarop zich nog eens 29 Britse graven bevinden die bij de Commonwealth War Graves Commission geregistreerd staan als Dadizele Communal Cemetery. De begraafplaats werd ontworpen door Charles Holden en wordt onderhouden door de Commonwealth War Graves Commission. Het terrein heeft een oppervlakte van ongeveer 4.100 m² en is omgeven door een lage natuurstenen muur. De toegang bestaat uit een poortgebouw in natuursteen met een boogvormige doorgang. Aan de oostkant staat de Stone of Remembrance en in de westelijke hoek staat het Cross of Sacrifice. Aan de zuidkant bevindt zich een betonnen Duitse bunker en mitrailleurspost.
Er worden 1.029 doden herdacht, waarvan 158 niet geïdentificeerde.   

## Geschiedenis
Dadizele lag tijdens de oorlog in de Duitse bezettingszone. Pas eind september werd het dorp heroverd, wat gepaard ging men zware gevechten ter hoogte van "Hill 41", ten zuiden van het dorp. De begraafplaats werd aangelegd na de wapenstilstand, als uitbreiding van de gemeentelijke begraafplaats. Er liggen enkele doden uit 1914, maar de meeste sneuvelden in 1918. Er werden ook gesneuvelden overgebracht uit de omliggende slagvelden en uit een aantal kleine ontruimde begraafplaatsen, namelijk Molenhoek Military Cemetery uit Beselare, Mansard Farm Cemetery en Railway Crossing Cemetery uit Dadizele, Deerlyck German Cemetery uit Deerlijk, Terhand German Cemetery uit Geluwe, Black Watch Cemetery en Townsend Farm Cemetery uit Ledegem en Waterdamhoek German Cemetery uit Moorslede.
Er liggen nu 1.008 Britten (waarvan 156 niet geïdentificeerde) en 21 Canadezen (waarvan 2 niet geïdentificeerde). Voor 7 doden werden Special Memorials opgericht omdat hun graven niet meer teruggevonden werden en men vermoedt dat ze ergens onder een naamloos graf liggen. Drie andere lagen oorspronkelijk op een Duitse begraafplaats maar hun graf werd door oorlogsgeweld vernietigd en niet meer teruggevonden.
Deze begraafplaats werd in 2009 als monument beschermd.

## Graven

### Onderscheiden militairen
- John Henry Bridcutt, luitenant-kolonel bij de Royal Irish Rifles werd onderscheiden met de Distinguished Service Order (DSO).
- George James Bruce, kapitein bij de General List , 109th Inf. Bde. 36th (Ulster) Div., late 13th Bn. Royal Irish Rifles werd onderscheiden met de Distinguished Service Order (DSO) en tweemaal het Military Cross (MC and Bar).
- de kapiteins Walter Charter Boomer, Andrew Durward, William David Hannan, Ralph Dendy, Herbert Rendell en Roy Frederick Balmain, de luitenants John Bateson en Charles Murray en de onderluitenants Fred Aspden en Charles Heath Fisher werden onderscheiden met het Military Cross (MC).
- kapitein Maurice Lea Cooper en luitenant Claude Melnot Wilson, beide dienend bij de Royal Air Force werden onderscheiden met het Distinguished Flying Cross (DFC).
- sergeanten George Fernie en W.O. Carter en korporaal W. Gregg ontvingen de Distinguished Conduct Medal (DCM). G. Fernie ontving ook nog de Military Medal (MM).
- nog 33 andere militairen ontvingen de Military Medal (MM) waarbij sergeant Alexander McBeath, korporaal George Henry Hill en soldaat Ernest Edward Collishaw deze onderscheiding tweemaal hebben ontvangen (MM and Bar).

### Minderjarige militairen
- soldaat Thomas Brinton was 16 jaar toen hij sneuvelde op 14 oktober 1918.
- soldaat Charles Bennett was 17 jaar toen hij sneuvelde 3 oktober 1918.

Zij dienden bij het Royal Newfoundland Regiment.  

### Alias
- soldaat Edward J. Tippett diende onder het alias Edward J. Tibbet bij het Royal Newfoundland Regiment.